# Visconde de Salgado
O título de Visconde de Salgado foi criado por D. Carlos I de Portugal por decreto a 11 de Outubro de 1906, a favor de João Joaquim Salgado.

## Biografia
João Joaquim Salgado foi o 1º e único detentor deste titulo. Foi um diplomata português, exercendo funções como Cônsul Geral de Portugal no Rio de Janeiro nos inícios do século XX e posteriormente em Casablanca.